# Ів Кап
Ів Кап (фр. Yves Cape; нар. 1 листопада 1960, Бельгія) — бельгійський кінооператор.

## Біографія
Ів Кап народився 1 листопада 1960 в Бельгії. Його мати — німецько-угорського, батько — американо-бельгійського походження. Навчався фотографії в Ateliers de 75 у Брюсселі (1981-1983), в 1982 отримав премію за фотопортрети. Грав у культовій панк-групі Черокі. Закінчив Вищий національний інститут видовищних мистецтв (фр. INSAS, 1986) у Брюсселі. Знімав документальні та ігрові фільми, музичні кліпи, працював у театрі, на телебаченні і в рекламі.
У кіно Ів Кап найчастіше співпрацював з режисерами Стефаном Клав'є, Брюно Дюмоном, Шарлоттою Сільверою, Ален Берлінером, Гійомом Ніклу та Седріком Каном, за час своєю операторську кар'єри взявши участь в роботі над майже 40 кінострічками.
Ів Кап є членом Асоціації французьких кінооператорів (фр. Association Française des Directeurs de la Photographie Cinematographique, AFC) та Бельгійського товариства кінооператорів (фр. Association Belge des Cinéastes, SBC).
Живе в Парижі, Брюсселі, Греції.

## Фільмографія
| Рік  |     | Назва українською            | Оригінальна назва                               | Режисер                 |
| ---- | --- | ---------------------------- | ----------------------------------------------- | ----------------------- |
| 1990 | к/м | Вікенд                       | Week-end                                        | Стефан Карпю            |
| 1992 |     | Сім смертних гріхів          | Les sept péchés capitaux                        |                         |
| 1996 |     | Мадемуазель Ніхто            | Mademoiselle Personne                           | Паскаль Байї            |
| 1997 |     | Моє життя в рожевому кольорі | Ma vie en rose                                  | Ален Берлінер           |
| 1997 |     | Секс, кохання і математика   | C'est la tangente que je préfère                | Шарлотта Сільвера       |
| 1998 |     | Стіна                        | Le mur                                          | Ален Берлінер           |
| 1998 |     | Бінго!                       | Bingo!                                          | Моріс Іллюз             |
| 1999 |     | Людяність                    | L' Humanité                                     | Брюно Дюмон             |
| 2000 |     | Друга половина липня         | Deuxième quinzaine de juillet                   | Крістоф Рішер           |
| 2000 |     | Остання мрія                 | Le dernier rêve                                 | Еммануель Жеспер        |
| 2002 |     | Недосконале кохання          | L'amore imperfetto                              | Джованні Давиде Мадерна |
| 2003 |     | Воїни краси                  | Les guerriers de la beauté                      | П'єр Кулібеф            |
| 2003 |     | Красунька Рита               | Lovely Rita, sainte patronne des cas désespérés | Стефан Клав'є           |
| 2003 | т/с | Малі міські міфи             | Petits mythes urbains                           |                         |
| 2004 |     | Пастушок                     | Mùa len trâu                                    | Мін Нгуен-Во            |
| 2004 | т/ф | Якби я був нею               | Si j'étais elle                                 | Стефан Клав'є           |
| 2006 |     | Фландрія                     | Flandres                                        | Брюно Дюмон             |
| 2007 |     | Поганий вітер                | Vent mauvais                                    | Стефан Аланьойон        |
| 2008 | к/м | Борг                         | Le devoir                                       | Аріан Ліппенс           |
| 2009 |     | Переслідування               | Persécution                                     | Патріс Шеро             |
| 2009 |     | Білий матеріал               | White Material                                  | Клер Дені               |
| 2009 |     | Гадевейх                     | Hadewijch                                       | Брюно Дюмон             |
| 2010 |     | Нас троє                     | Nous trois                                      | Рено Бертран            |
| 2011 |     | Ескалація                    | Escalade                                        | Шарлотта Сільвера       |
| 2011 |     | Поза Сатаною                 | Hors Satan                                      | Брюно Дюмон             |
| 2011 |     | Перша людина                 | Le premier homme                                | Джанні Амеліо           |
| 2012 |     | Кохання живе три роки        | L'amour dure trois ans                          | Фредерік Беґбеде        |
| 2012 | т/ф | Справа Горджі                | L'affaire Gordji, histoire d'une cohabitation   | Гійом Ніклу             |
| 2012 |     | Корпорація «Святі мотори»    | Holy Motors                                     | Леос Каракс             |
| 2013 |     | Черниця                      | La religieuse                                   | Гійом Ніклу             |
| 2014 |     | Віолетта                     | Violette                                        | Мартен Прово            |
| 2014 |     | Двоє в місті                 | Two Men in Town                                 | Рашид Бушареб           |
| 2014 |     | Дике життя                   | Vie sauvage                                     | Седрік Кан              |
| 2015 |     | Хронік                       | Chronic                                         | Мішель Франко           |
| 2015 | т/с | Десять відсотків             | Dix pour cent                                   |                         |
| 2016 |     | Поранений ангел              | Ranenyy angel                                   | Емір Байгазін           |
| 2016 |     | Сирота                       | Orpheline                                       | Арно де Пальєр          |
| 2017 |     | Поцілунок Беатріс            | Sage femme                                      | Мартен Прово            |
| 2017 |     | Доньки Абріль                | Las hijas de Abril                              | Мішель Франко           |
| 2018 |     | Молитва                      | La prière                                       | Седрік Кан              |

## Визнання
| Рік                                   | Категорія                                     | Номінант                                                 | Результат |
| ------------------------------------- | --------------------------------------------- | -------------------------------------------------------- | --------- |
| Премія Європейської кіноакадемії      |                                               |                                                          |           |
| 1999                                  | Найкращий європейський кінооператор           | Людяність                                                | Номінація |
| Авіньйонський кінофестиваль           |                                               |                                                          |           |
| 2001                                  | Приз Vision                                   | Остання мрія                                             | Перемога  |
| Азійсько-Тихоокеанський кінофестиваль |                                               |                                                          |           |
| 2005                                  | Найкращий оператор                            | Пастушок                                                 | Перемога  |
| Кінофестиваль Camerimage              |                                               |                                                          |           |
| 2006                                  | Приз Золота жабка                             | Фландрія                                                 | Номінація |
| 2012                                  | Приз Золота жабка                             | Корпорація «Святі мотори»                                | Номінація |
| Міжнародний кінофестиваль у Чикаго    |                                               |                                                          |           |
| 2012                                  | Срібний Г'юго за найкращу операторську роботу | Корпорація «Святі мотори» (спільно з Кароліною Шампетьє) | Перемога  |
| Премія «Люм'єр»                       |                                               |                                                          |           |
| 2015                                  | Найкращий кінооператор                        | Дике життя                                               | Номінація |